# أرشيبالد تايلور
أرشيبالد تايلور (26 نوفمبر 1941 في نيوزيلندا - ) (بالإنجليزية: Archibald Taylor)‏ هو لاعب كريكت نيوزلندي.

## وصلات خارجية
- أرشيبالد تايلور على موقع إي آس بي آن كريك إنفو (الإنجليزية)